# Axestoleus meridionalis
Axestoleus meridionalis är en skalbaggsart som först beskrevs av Bates 1880.  Axestoleus meridionalis ingår i släktet Axestoleus och familjen långhorningar.
Artens utbredningsområde är Nicaragua. Inga underarter finns listade.